# 舊戈羅德
50°35′31″N 24°12′41″E / 50.59194°N 24.21139°E
舊戈羅德（烏克蘭語：Старгород），是烏克蘭西部的村莊，隸屬利維夫州的舍普季茨基區。該村面積0.55平方公里，海拔高度186米，2001年人口144，人口密度每平方公里260.87人。